# بيزو لوشندرو
بيزو لوشندرو (بالإنجليزية: Pizzo Lucendro)‏ هو أحد جبال سلسلة جبال الألب ليبونتيني ويقع في كانتون تيسينو/كانتون أوري في سويسرا. يحتل المرتبة رقم 222 في قائمة جبال سويسرا من حيث الارتفاع، إذ يبلغ ارتفاعه حوالي 2963 متر، بينما يبلغ ارتفاع نتوء الجبل 350 متر، هذا وقد سجل أول وصول لقمة الجبل عام 1871.